# 天主教迪亚曼蒂努教区
天主教迪亞曼蒂努教區（拉丁語：Dioecesis Adamanteae），是巴西一個天主教教區，位於馬托格羅索州西部，屬庫亞巴總教區。
迪亞曼蒂努自治監督區成立於1929年3月22日，1979年10月16日升為教區。2006年有教友188,434人，佔總人口70.0%。有十三個堂區、司鐸廿二人。現任教區主教為維塔爾·希托利納。